# Dicranum columbiae
Dicranum columbiae là một loài Rêu trong họ Dicranaceae. Loài này được (Kindb.) Renauld & Cardot mô tả khoa học đầu tiên năm 1892.